# Железничке станице у Београду
Основу железничког саобраћаја у Београду чине:
- Железничка станица Београд–главна
- Београд центар
- Београдски метро
- БГ ВОЗ

Испод је дат списак железничких станица у Београду:
- Барајево
- Батајница
- Јабучки Рит
- Бела река
- Бели Поток
- Београд–главна
- Београд центар
- Велики Борак
- Влашко Поље
- Вреоци
- Врчин
- Вуков споменик
- Земун
- Земун Поље
- Зуце
- Јајинци
- Карађорђев парк
- Кијево
- Клење
- Кнежевац
- Ковачевац
- Крњача
- Крњача мост
- Лазаревац
- Липе
- Мала Иванча
- Мали Пожаревац
- Младеновац
- Нови Београд
- Овча
- Остружница
- Панчевачки мост
- Пиносава
- Раковица
- Раља
- Ресник
- Рипањ
- Рипањ тунел
- Себеш
- Сопот Космајски
- Степојевац
- Сурчин
- Топчидер
- Тошин бунар
- Умчари

Испод је дат списак станица Београдског железничког чвора:
- Батајница
- Београд центар
- Вуков споменик
- Земун
- Земун Поље
- Јајинци
- Карађорђев парк
- Кијево
- Кнежевац
- Крњача
- Крњача мост
- Нови Београд
- Овча
- Јабучки Рит
- Остружница
- Панчевачки мост
- Панчево варош
- Панчево Војловица
- Панчево главна
- Раковица
- Ресник
- Себеш
- Сурчин
- Тошин бунар